# 1941 في الكويت
تحتوي هذه المقالة على أهم الأحداث التي شهدتها الكويت في 1941، إضافة إلى أهم الشخصيات الكويت التي وُلدت أو تُوفيت في هذه السنة.

## السياسة

### الحكم
كانت الكويت في هذه الفترة تحت الحماية البريطانية، وكانت تخضع لاتفاقية الحماية مع بريطانيا التي وقعها الشيخ مبارك الصباح في عام 1899
- أمير الدولة: جابر الأحمد الصباح
- رئيس الوزراء وولي العهد: سعد العبد الله السالم الصباح

## أحداث
في 22 يونيو، نفس يوم الغزو الألماني للاتحاد السوفيتي، سيطر البريطانيون سيطرةً كاملةً على العراق والكويت. (وكان البريطانيون والسوفييت قد غزا إيران المجاورة في سبتمبر من ذلك العام).

## مواليد
- 1941 – عثمان العصيمي – لاعب كرة قدم كويتي سابق. و قد كان يلعب في نادي القادسية الكويتي، و منتخب الكويت لكرة القدم، تُوفيَّ في (31 أكتوبر 2019) عن عمر ناهز 78 عامًا اثناء وجوده في القاهرة.[1]
- 1941 – عبد الرحمن الدولة، لاعب كرة قدم كويتي سابق في نادي العربي الكويتي ومنتخب الكويت الوطني
- 1941[2] – غريد الشاطئ –، مغني كويتي. اسمه الحقيقي هو عيسى عبد الله خورشيد عوض وهو ابن عم الفنان عبد الحسين عبد الرضا وزوج شقيقته (نسيبه).[2] – توفي في 26 نوفمبر 2005[3]
- 1941 – عبد الرحمن النجار – شاعر ومذيع وصحفي كويتي.[4]
- 1941 – رجا حجيلان – نائب سابق في مجلس الأمة الكويتي.
- 1941 – أحمد الهزيم – ممثل كويتي
- 1941 – عبد الأمير مطر – ممثل كويتي – توفي في 30 ديسمبر 2009[5]
- 1941 – عبد الله محمد العتيبي – توفي في 15 يناير 1995.[6][7]
- 1941 – صلاح عبد اللطيف عبد الله العتيقي – سياسي وطبيب كويتي – توفي في 22 مارس 2020.[8][9]
- 1941 – رضا الفيلي – الشهير ب«رضا الفيلي» إعلامي وأول مذيع تلفزيوني كويتي.[10] – توفي في 24 نوفمبر 2014.[11]
- 4 يناير – فخري عودة – ممثل وإعلامي كويتي – توفي في 6 مايو 2025[12][13][14]
- 11 يونيو – صقر الرشود، مخرج وممثل ومؤلف كويتي.[15][16] توفي في 25 ديسمبر 1978 بحادث سير مؤلم في الإمارات العربية المتحدة، دُفن في الكويت، وحضر موكب تشييعه عدد من الفنانين رفقاء دربه والشيخ سعد العبد الله السالم الصباح.[17]
- 13 يونيو – عبد الكريم عبد القادر، مغنٍ كويتي لقب بالصوت الجريح في عام 1988 بعد أغنيته المشهورة «أجر الصوت».[18][19][20] توفي عبد الكريم عبد القادر مساء يوم الجمعة 22 شوال 1444 هـ الموافق 12 مايو 2023 في مستشفى جابر الأحمد عن عمر يناهز 81 عام بعد صراع مع المرض.[21][22]
- 13 يونيو[23] – منصور المنصور – ممثل ومخرج إذاعي ومسرحي كويتي. بدأ عمله في إذاعة الكويت بعام 1959. – توفي في 9 نوفمبر 2011[24]
- 16 يوليو – يوسف درويش – ممثل كويتي – توفي في 14 نوفمبر 2010 [25]
- 10 أكتوبر – خليفة عبد الله الفارس الوقيان[26]، أديب وشاعر كويتي، له العديد من المؤلفات والمشاركات في مجال الأدب والشعر، ولد في الكويت في مدينة الكويت.[27][28][29]
- 15 أكتوبر – أحمد بهبهاني – صحفي كويتي، شغل منصب رئيس اتحاد الصحفيين العرب،[30] ورئيس أسبق لمجلس إدارة جمعية الصحفيين في الكويت لأكثر من 29 عام. – توفي في 17 يونيو 2020.[31][32][33]